# Staðamál
Staðamál fue un proceso de reclamaciones y confiscaciones de la iglesia sobre propiedades de los bóndis y caudillos de Islandia en los siglos XIII y XIV, tras la disolución de la Mancomunidad Islandesa. La idea era apropiarse de las tierras de los islandeses que hubieran construido un recinto sagrado, iglesia o plaza de culto similar, y susceptible de ser en consecuencia reclamado como diezmo por la iglesia como institución. En la mayoría de ocasiones, la propiedad pasaba a manos de la iglesia y se permitía que siguieran los bóndi viviendo en sus casas, pero la custodia estaba en manos de la curia.

## Staðamál fyrri
En 1130 Torlak de Islandia manifestó por escrito las condiciones de las expropiaciones:
Prohibimos con autoridad apostólica, a terceras partes retener propiedades eclesiásticas para ser utilizadas con fines religiosos si se han recibido de obispos, reyes o entre sí, y saben que cometen un sacrilegio, y están en peligro de exclusión eterna, a menos que ellos devuelvan a la iglesia lo que le corresponde. También ordenamos que los propietarios de las iglesias devuelvan las propiedades a los obispos o enfrentarse a la excomunión <..> La iglesia considera que esto es parte legítima del diezmo y su aprobación es de obediencia obligatoria.
El obispo Þorlákur Þórhallsson había intentado las primeras reclamaciones bajo la autoridad de la iglesia desde 1178 consiguiendo algunos resultados pero sin avances significativos, sobre todo por la férrea oposición de Jón Loftsson. A la muerte del obispo el proceso se interrumpió.
El arzobispo noruego Eysteinn Erlendsson había iniciado este cambio y los propietarios de las haciendas no podían creer que las iglesias construidas en su territorio estuvieran sujetas a un pago, pero el obispo autorizaba unas medidas para establecer un hábito de diezmo que implicaran casas y beneficios materiales. El arzobispo estuvo exiliado entre 1180 y 1183 por lo que Þorlákur no recibió mucha ayuda para llevarlo a cabo.

## Staðamál síðari
Cien años más tarde el obispo de Skálholt, Árni Þorláksson desata la confiscación de aquellas plazas donde se ubicaran recintos sagrados entre 1269 y 1297, lanza un nuevo staðamál y genera un grave conflicto que se mantiene durante años. Entre los principales oponentes de la iglesia estuvo el gobernador Hrafn Oddsson, un personaje que tuvo mucha relevancia durante el Sturlungaöld (guerra civil islandesa) y un hombre influyente muy versado en la ley. Tras la muerte de Hrafn en 1289, le sustituye Þorvarður Þórarinsson pero ni siquiera estuvo interesado en mantener desavenencias de ningún tipo con el obispado.
El problema finalizó con el juicio de Ögvaldsnes en 1297 con la apropiación de la mitad de las propiedades de los islandeses. Fue una victoria importante de la iglesia que contribuyó a deteriorar el poder de los grandes bóndi que todavía disfrutaban de cierta influencia y que acabó por someterlos en el siglo XIV. No obstante, los mismos terratenientes mantuvieron el control del negocio y exportación de la pesca y la explotación de grandes latifundios.